# Гай Сервилий Аксилла
Гай Сервилий Аксилла (лат. Gaius Servilius Axilla; V век до н. э.) — римский политический деятель из патрицианского рода Сервилиев, военный трибун с консульской властью 419, 418 и 417 годов до н. э.
Гай Сервилий был сыном Квинта Сервилия Приска, взявшего Фидены. Три года подряд он занимал должность военного трибуна с консульской властью. В 419 и 417 годах у него было трое коллег, в 418 — двое. Первый трибунат, по данным Тита Ливия, был мирным. В 418 году началась война с Лабики; сенат постановил, что на войну отправятся два трибуна из трёх, и это стало причиной для ссоры трибунов, каждый из которых хотел воевать. Ссоре положил конец Квинт Сервилий Приск, отеческой властью приказавший своему сыну уступить командование коллегам.
Оставаясь в Риме, Гай Сервилий по совету отца собрал ещё одно войско. Поэтому для Рима стало не столь серьёзным ударом поражение других трибунов — Луция Сергия Фидената и Марка Папирия Мугиллана. Узнав о разгроме, сенат назначил диктатором Квинта Сервилия Приска, а Гай Сервилий стал начальником конницы при отце (согласно другой версии, это был Гай Сервилий Структ Агала). Лабики вскоре были взяты.
Третий трибунат Гая Сервилия, согласно Титу Ливию, снова был мирным.